# Anuridella germanica
Anuridella germanica är en urinsektsart som först beskrevs av Hermann Gisin 1951.  Anuridella germanica ingår i släktet Anuridella, och familjen Neanuridae. Arten är reproducerande i Sverige.